# موش صخره‌ای شیلیایی
موش صخره‌ای شیلیایی (نام علمی: Aconaemys fuscus) نام یک گونه از تیره دندان‌هشتی‌ها است. این گونه در کوه‌های آند واقع در آرژانتین و شیلی زندگی می‌کند. بدن و سر این گونه به انداره ۱۳۵میلی مترتا ۱۸۷میلی‌متر، با یک دم نسبتاً کوتاه به اندازه ۵۸ میلی مترتا ۸۰ میای متر است. بیشترقسمت‌های بدن این موش به رنگ قهوه‌ای تیره، با پایین‌تنه‌ای به رنگ قرمز قهوه‌ای تا سفیداست. این گونه به صورت بومزادی در قسمت‌هایی از آرژانتین و شیلی درزمین‌های پرارتفاع آند واقع درآمریکای جنوبی زندگی می‌کند.